# Hana Zagorová
Hana Zagorová (ur. 6 września 1946 w Pietrzkowicach, zm. 26 sierpnia 2022) – czeska piosenkarka. 
W latach 1977–1985 dziewięciokrotnie wygrała kategorię żeńską w plebiscycie muzycznym Zlatý slavík.

## Życiorys
Lata 60. XX wieku
Zagorová po raz pierwszy zwróciła na siebie uwagę w 1963 roku podczas konkursu wokalnego Hledáme nové talenty, gdzie towarzyszyła jej orkiestra Gustava Broma. W latach 1964–1968 studiowała, a następnie ukończyła studia aktorskie w Akademii Muzyki i Sztuk Scenicznych im. Janáčka w Brnie. W 1968 roku wydała swój pierwszy singiel „Prý jsem zýraná”. Pod koniec lat 60. zaczęła występować w telewizji i występowała z zespołem Flamingo. Śpiewała także w zespole Sodoma-Gomorrah oraz rozpoczęła współpracę z Orkiestrą Václava Zahradníka, z którą nagrała swoją pierwszą płytę Bludička (1970). Na płycie znalazł się jeden z jej największych hitów „Bludička Julie”.
Lata 70. XX wieku
Po przeprowadzce do Pragi Zagorová zaczęła nagrywać z Taneční Orchestre Československého Rozhlasu. W latach 1972–1974 była gościem Teatru Semafor, gdzie między innymi wcieliła się w postać Bludički, temat przewodni jej albumu z 1970 roku. Jej popularność wśród słuchaczy rosła i w latach 1974 i 1975 zdobyła brąz w konkursie muzycznym Zlaty slavík, następnie srebro w 1976, a od 1977 zdobywała złoto dziewięć razy z rzędu.
W 1977 r. podpisała słynną petycję „Antichart” sprzeciwiającą się Karcie 77.
Lata 80. XX wieku
W latach 80. Zagorová regularnie kręciła swój muzyczny program telewizyjny Dluhy Hany Zagorové. Występowała na wielu koncertach w kraju i za granicą, czasem nawet do 360 w ciągu roku. Była dobrze znana w Polsce, Niemczech i ZSRR. Współpracowała także z wieloma artystami zagranicznymi, m.in. z polską piosenkarką Ireną Jarocką.
W 1980 roku zagrała jedną z głównych ról w filmie muzycznym Hit w reżyserii Zdenka Podskalskiego.
Lata 90. XX wieku – XXI wiek
Po 1992 roku zaczęła ograniczać swoją aktywność zawodową. Jak sama mówi, „czuła, że zaśpiewała już to, co miała zaśpiewać”. Poświęciła się swojemu nowemu mężowi, Stefanowi Margicie, którego poślubiła w tym samym roku. W tym okresie Zagorová napisała scenariusze do kilku programów telewizyjnych i wydała kompilacje swoich starszych piosenek.
W 2006 roku wydała tomik poezji Milostně.
W 2007 roku wystąpiła na scenie w musicalu Kuba Rozpruwacz Václava Patejdla, a dwa lata później w Mona Lisie Michala Davida.
W 2010 roku nadawca publiczny Telewizja Czeska i Supraphon opublikowały książkę biograficzną wraz z płytą DVD i CD zatytułowaną Legenda – Hana Zagorová – Málokdo ví.
W 2014 roku Zagorová zdobyła Diamentową Płytę Supraphon za 10,5 miliona sprzedanych płyt i wydała album Vyznání.
W 2022 roku została pośmiertnie odznaczona Medalem Za Zasługi I stopnia.

## Życie prywatne
Hana Zagorová urodziła się i wychowała w regionie Ostrawy. Jej ojciec, Josef Zagora, był inżynierem budownictwa lądowego, a matka, Edeltruda, nauczycielką. 
Pierwszym mężem Zagorovej był w latach 1986–1992 tancerz i mistrz baletu Vlastimil Harapes. Po rozwodzie w 1992 r. wyszła za mąż za słowackiego tenora Štefana Margitę.
W 2020 roku doświadczyła powikłań związanych z Covid-19.

## Dyskografia
Albumy studyjne
- Bludička (1971)
- Cesta ke štěstí (1976)
- Breviary of Love (1979)
- …tobě, tebe, ti (1979)
- Oheň v duši mé (1980)
- Střípky (1981)
- Světlo a stín (1982)
- Mimořádná linka (1983)
- Co stalo se stalo (1984)
- Sítě kroků tvých (1985)
- Náhlá loučení (1986)
- Živá voda (1988)
- Dnes nejsem doma (1990)
- Rozhovor v tichu (1991)
- Když nemůžu spát (1994)
- Já? (1998)
- Hanka (2001)
- Navěky zůstane čas (2003)
- Zloděj duší (2007)
- Vyznání (2014)
- O lásce (2016)
- Já nemám strach (2018)